# Postobón
Postobón es una empresa colombiana de bebidas azucaradas con sede en Medellín. Es una de las empresas más grandes de Colombia y una de las principales en América del Sur. Cuenta con una amplia gama de productos compuesta por bebidas ligeras y alcohólicas, bebidas de fruta, aguas, otras de nueva generación (tés, energizantes e hidratantes), salsas, aderezos, frutos secos, sazonadoras, snacks y mermelada

## Historia
El 11 de octubre de 1904, Gabriel Posada y Valerio Tobón empezaron a producir refrescos en Medellín bajo la sociedad Posada & Tobón. Su primer producto llamado Kola-Champaña se hizo muy famoso en círculos comerciales y familiares. La primera planta se ubicaba en las calles Colombia y Sucre, en el centro de Medellín. No obstante, debido a la accidentada geografía del país, y la precarias redes de distribución (a pie, mula y carruajes de madera tirado por caballos) la empresa no se podía extender desde ese único punto y decidieron abrir dos fábricas: la primera en 1906 en Manizales y la segunda en Cali el mismo año.
Con la popularidad de Kola-Champaña la sociedad Posada & Tobón llegó a un acuerdo mutuo de franquicias con las embotelladoras La Colombiana y Lux, gracias a las redes de fabricación y distribución (La Colombiana, Lux y Postobón) se expandieron por todo el país. En 1951 la compañía Gaseosas La Colombiana se fusiona con  La compañía Posada & Tobón y conforman Postobón.
En 1950 el empresario Carlos Ardila Lülle entró a trabajar en Gaseosas Lux, y para 1968 la empresa Lux se fusiona con Postobón, siendo Lülle su presidente. De la mano de Carlos Ardila Lülle, Postobón aglutinó las principales empresas de bebidas gaseosas del país por medio de adquisiciones y fusiones. En los años 1950, la compañía comenzó a formar una flota de camiones y vehículos para su distribución.
En 1962, Postobón entró al mercado de las gaseosas dietéticas, en 1980 adquirió la licencia de embotellar y comercializar Pepsi Cola, contrato que continúa hoy en día, y en 1980 adquirió la licencia de 7 Up .
Siguiendo con su dominio en el mercado de las bebidas no alcohólicas, en 2006, adquirió la marca de jugos Tutti Frutti y su línea de producción (incluyendo la despulpadora de fruta ubicada en la ciudad de Tuluá, Valle del Cauca).
Guerra de las Polas
Los conglomerados el Grupo Santo Domingo y la Organización Ardila Lülle (los dos emporios más grandes del país) se habían distanciado con diferentes objetivos; el Grupo Santo Domingo producía bebidas alcohólicas bajo la marca Bavaria mientras que la Organización Ardila Lülle producía bebidas no-alcohólicas bajo la marca Postobón, pero esa paz terminó cuando el Grupo Santo Domingo empezó a producir las gaseosas como Konga, Link y Wizz. Para 1995, tras una inversión de USD 210 millones la Organización Ardila Lülle debutó en el negocio de la cerveza con la Cervecería Leona, de la cual se esperaba cubrir el 50% del mercado y hacer frente al dominio de Bavaria. La pugna Bavaria-Postobón por el mercado de las bebidas alcohólicas se le conoció como La Guerra de las Polas o La Guerra de las cervezas.
La crisis bancaria de 1999 también conocida como la crisis del Upac provocó un revolcón en las finanzas del país, como medida, Postobón decide enfocarse en el sector que más le atraía ganancias "las gaseosas" mientras la cerveza aún le conllevaba deudas por financiar la planta de producción, en el año 2000, Postobón vendió el 45% de sus acciones a su competidor Bavaria por COP 142 000 millones, cuatro años después, Bavaria absorbe 100% de la cervecería Leona expandiéndose al tomar las plantas de producción y su mercado.
En 2014, volvió al negocio de las cervezas con la marca holandesa Heineken, en alianza con la Compañía de Cervecerías Unidas de Chile. En 2019, inicia actividades la Central Cervecera de Colombia, produciendo cerveza y malta de marca nacional como Cerveza Andina, Cerveza Andina Light.

## Embotelladoras
Los productos de Postobón son elaborados en las 19 plantas de gaseosas ubicadas en las diferentes ciudades de Colombia, como Bogotá, Barranquilla, Bucaramanga, Tibasosa, Medellín, Neiva, Pasto, Tocancipá y Yumbo. Además, cuenta con dos cervecerías y malterías, una en Tocancipá y otra en Sesquilé, dos fábricas de etiquetas y una de tapas.

## Marcas
Las marcas de productos de Postobón está conformado por diversos tipos de bebidas, sabores y presentaciones.
- Gaseosas Postobón      desde 1904
- Colombiana La Nuestra  desde 1921
- Colombiana Limón       desde 2024
- Aguapanela La Nuestra  2018-2020
- Pepsi              desde 1980
- 7 Up              desde 2000
- Popular                desde 1955 (se vende en el Occidente Colombiano)
- Hipinto                desde 1953  (se vende en los Santanderes y Boyacá)
- Jugos Hit              desde 1997
- HATSU Water            desde 2018
- Agua Cristal           desde 1917
- Agua Cristalina        desde 2016
- Agua Oasis             desde 2009
- Néctar Hit             desde 2007
- Jugos Tutti Frutti     desde 2006
- Canada Dry         desde 1980
- Bretaña                desde 1918
- Gaseosas Lux           desde 1925 (se vende en Bogotá y Cundinamarca)
- Ponche XX desde 1960 (se vende en San Andrés y Providencia)
- Postofrut              2017-2020
- Squash                 desde 1999
- Gatorade           desde 1980
- Lipton                 desde 2008
- Mr Tea                 desde 2005
- Mountain Dew           2011-presente
- Té HATSU               desde 2018
- Sr. Toronjo            2016-2018
- HATSU Soda             desde 2018
- Freskola               desde 1918 (se vende en la Costa Caribe, Tolima Grande, Antioquia y el Eje Cafetero)
- Castalia               desde 1950 (se vende en Nariño)
- Peak                   2006-2016; desde 2024
- H2OH!                  desde 2008
- Postobon Acqua         desde 2019
- BioFrut                desde 2018
- Tropi Kola             desde 2013 (se vende en los Llanos Orientales y Amazonía)
- Twist Tea              desde 2015
- Speed Max              desde 2017
- Red Bull               desde 2002
- Bilac                  desde 2021
- Andina                 desde 2019
- Andina Light           desde 2019
- Andina Refajo          desde 2024
- Natu Malta             desde 2019
- Heineken           desde 2015
- Amstel Light desde 2015
- Amstel             desde 2015
- Buckler 00             desde 2015
- Heineken 0.0       desde 2021
- Sol    desde 2015
- Tecate desde 2015
- Miller Lite     desde 2015
- Miller Genuine Draft desde 2015
- 3 Coordilleras                           desde 2015
- Coors Light    desde 2015
- Bary                                     desde 2019
- Frugal                                   desde 2023
- Café Tostao'                             desde 2022
- Tutti Frutti Gelatina                    desde 2020

## Controversias
En 2016, el Tribunal Superior de Bogotá pidió a la Fiscalía General de la Nación que iniciara una investigación para determinar si Postobón había financiado a los grupos paramilitares de las AUC.